# Puerto Montt (canción)
«Puerto Montt» es una canción perteneciente al grupo musical uruguayo Los Iracundos. Fue compuesta por el vocalista Eduardo Franco y por el mánager del grupo Cacho Valdez. Fue grabada el 16 de agosto de 1968 en los estudios de la RCA Víctor en Argentina.

## Historia
Según reportes de prensa, Franco hizo los primeros trazos de esta canción que inicialmente llevaba por título «Por tu amor». Sin embargo, la letra tenía una falla y la frase «por tu amor» no le rimaba al cantante. El mánager del grupo, Cacho Valdez, decidió ayudarle a terminar la letra cuando un alto ejecutivo de la RCA de Chile les dio la idea de cambiar el título del tema antes de grabarlo porque, según él, sonaba mejor «Puerto Montt» para así poder ingresar al mercado chileno. La canción fue publicada como sencillo en 1968 con la versión en castellano del tema «Ma che bella giornata», compuesto por Lamberti y Cappelletti, con el título «Ay! qué día que tengo» como lado B. «Puerto Montt» fue un éxito y en pocas semanas ocupó los primeros rankings de las radios de Argentina, Chile y Perú.
Irónicamente, Franco compuso esta canción sin haber estado jamás en Puerto Montt y murió en 1989 sin haber conocido la ciudad. Un año más tarde los demás miembros del conjunto la visitaron durante una gira. En dicha ciudad existe una estatua, Sentados frente al mar de Robinson Barría, de dos enamorados sentados frente al mar en referencia a la canción e inaugurada el 14 de febrero de 2002.